# Panorama över slaget vid Waterloo
Panorama över slaget vid Waterloo är en cyklorama-väggmålning av Louis Dumoulin, som invigdes 1912, och som visar slaget vid Waterloo 1815 under Napoleonkrigen. 
Cykloramat visas i en rund utställningsbyggnad i Braine-l'Alleud i Belgien, som ritades av Franz Van Ophem 1911. Den har en yttre diameter på 25 meter, är 15 meter hög och har ett konformat tak. Rotundans vitmålade tegelväggar är dekorerade med falska bågar med joniska pelare och kröns av en parapet med en palmettfris.  
Målningen färdigställdes 1912 och består av 14 dukar som sytts samman. Åskådarna står på en fem meter hög plattform i byggnadens mitt. Motivet är framför allt det franska kavalleriets anfall.
Byggnaden och målningen fick byggnadsminnesskydd 1988.

## Bildgalleri

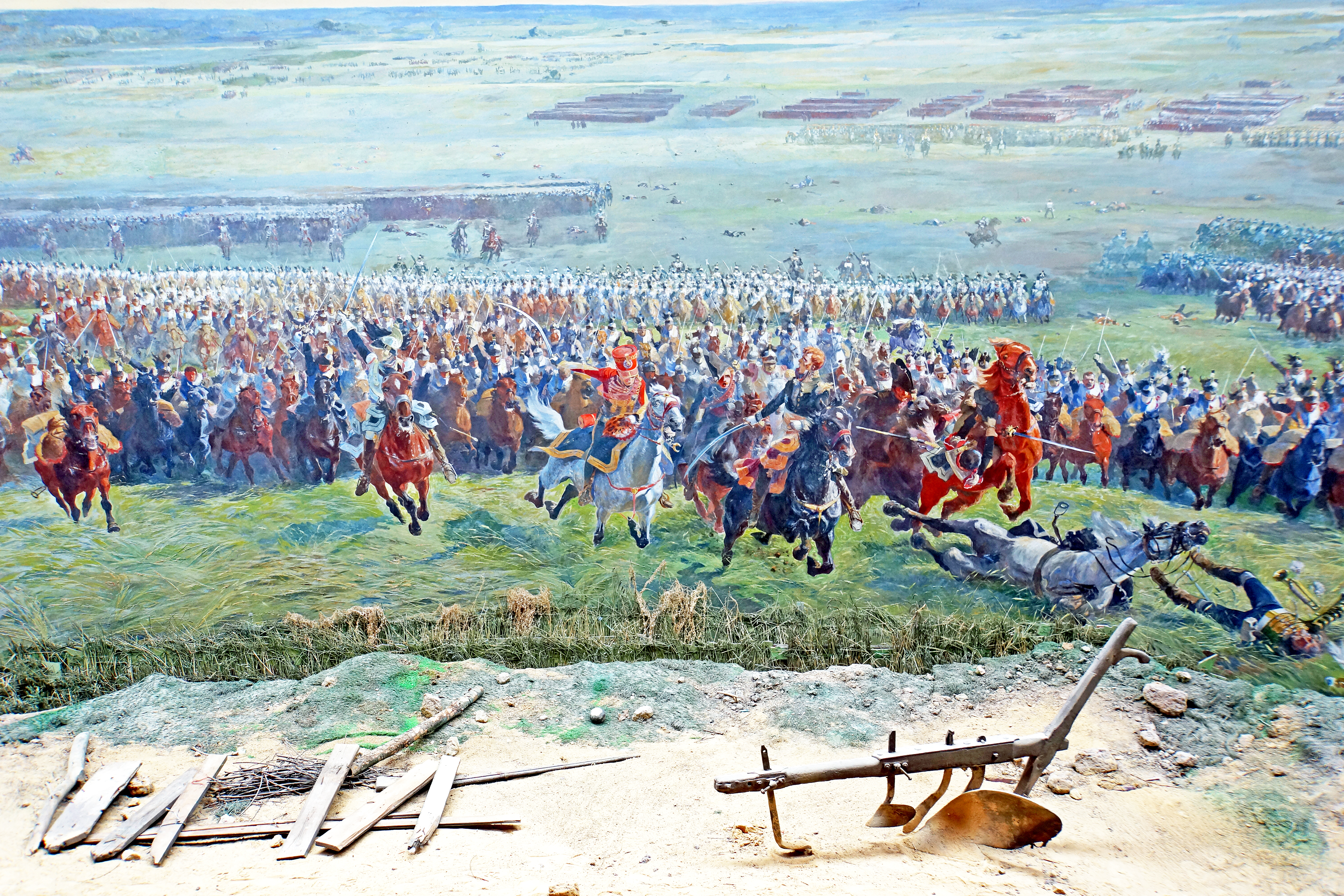
Detalj: Fransmannen marskalk Ney leder ett anfall.
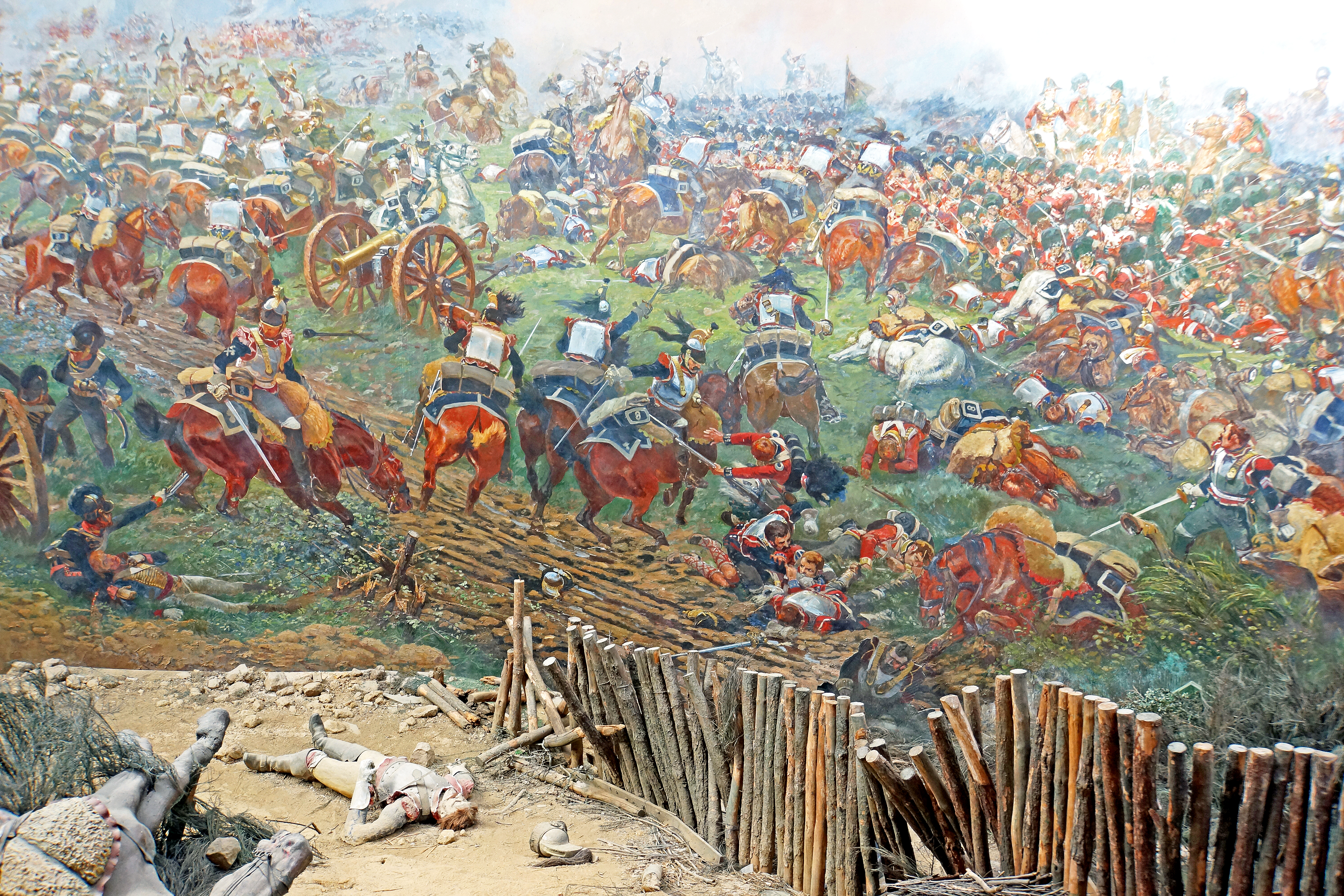
Detalj: Hertigen av Wellington och hans stab tar skydd mot fransk eld.